# Свиняревці
Свиняревці (хорв. Svinjarevci) — населений пункт у Хорватії, в Вуковарсько-Сремській жупанії у складі громади Богданівці.

## Населення
Населення за даними перепису 2011 року становило 386 осіб.
Динаміка чисельності населення поселення:

## Клімат
Середня річна температура становить 11,08 °C, середня максимальна – 25,40 °C, а середня мінімальна – -6,00 °C. Середня річна кількість опадів – 673 мм.
| Клімат поселення                              | Клімат поселення | Клімат поселення | Клімат поселення | Клімат поселення | Клімат поселення | Клімат поселення | Клімат поселення | Клімат поселення | Клімат поселення | Клімат поселення | Клімат поселення | Клімат поселення | Клімат поселення |
| Показник                                      | Січ.             | Лют.             | Бер.             | Квіт.            | Трав.            | Черв.            | Лип.             | Серп.            | Вер.             | Жовт.            | Лист.            | Груд.            |                  |
| Середній максимум, °C                         | 5,83             | 7,90             | 12,46            | 17,14            | 22,54            | 25,40            | 25,10            | 24,90            | 20,90            | 15,36            | 9,40             | 5,51             |                  |
| Середня температура, °C                       | −0,1             | 1,93             | 6,50             | 11,20            | 16,62            | 19,50            | 21,10            | 20,90            | 16,90            | 11,40            | 5,42             | 1,56             |                  |
| Середній мінімум, °C                          | −6               | −4               | 0,60             | 5,30             | 10,70            | 13,56            | 17,14            | 16,90            | 12,90            | 7,40             | 1,47             | −2,42            |                  |
| Норма опадів, мм                              | 43               | 38               | 42               | 54               | 61               | 87               | 69               | 62               | 50               | 54               | 61               | 52               |                  |
| Середньомісячна швидкість вітру, м/с          | 2.20             | 2.44             | 2.80             | 2.70             | 2.40             | 2.20             | 2.20             | 2.00             | 1.98             | 2.10             | 2.20             | 2.24             |                  |
| Середньомісячна сонячна радіація, кДж/м²·день | 4353             | 7127             | 11078            | 15601            | 19457            | 21519            | 22375            | 20371            | 15141            | 9523             | 4961             | 3638             |                  |
| --------------------------------------------- | ---------------- | ---------------- | ---------------- | ---------------- | ---------------- | ---------------- | ---------------- | ---------------- | ---------------- | ---------------- | ---------------- | ---------------- | ---------------- |
| Джерело:                                      |                  |                  |                  |                  |                  |                  |                  |                  |                  |                  |                  |                  |                  |